# Braunlauf (dorp)
Braunlauf is een dorp in de Luikse gemeente Burg-Reuland.
Het dorp is vernoemd naar het gelijknamige riviertje Braunlauf, dat iets ten noorden van de kom loopt. Het dorp heeft 230 inwoners en ligt op 460 meter hoogte.

## Geschiedenis
Braunlauf is waarschijnlijk van Keltische oorsprong. Ten zuiden van het dorp ligt de Hochtumsknopf, waar in 1825 een grafheuvel uit de ijzertijd werd ontdekt. De oudste overgeleverde benaming is Brunefa. In 1704 werd een kapel gebouwd en in 1966 werd een nieuwe kapel, de Sint-Jozefkapel ingewijd.

## School
Merkwaardig is de aanwezigheid van een schooltje dat slechts uit één klas bestaat en tegenwoordig nog slechts 13 kinderen heeft van 3-10 jaar (stand 2018). Hiermee is het de kleinste school van de Duitstalige gemeenschap. Naast twee vaste leerkrachten zijn er nog een godsdienstonderwijzer en een onderwijzer Frans actief (het dorpje ligt vlak bij het Franse cultuurgebied).

## Bezienswaardigheden

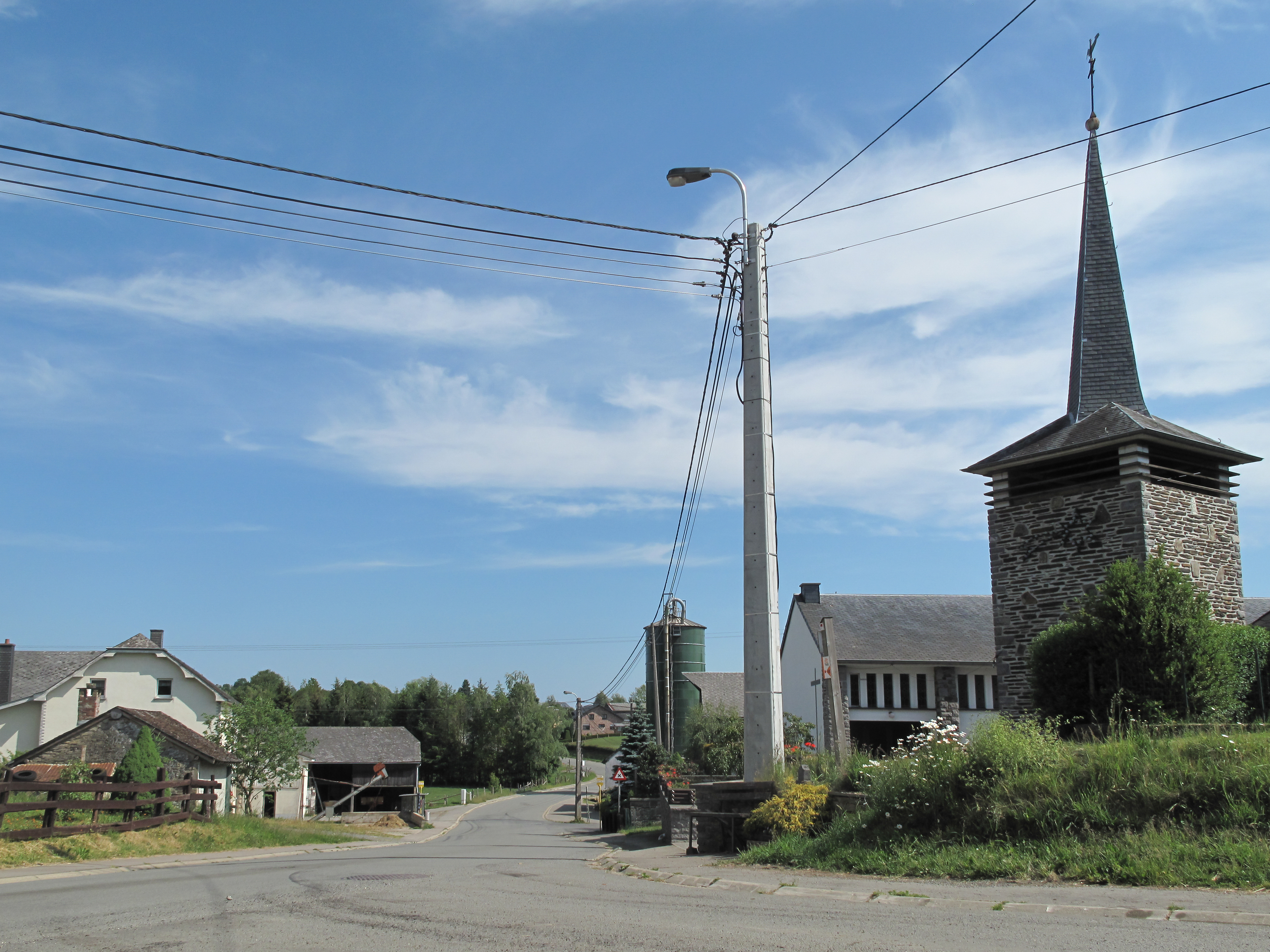
Sint-Jozefkapel

- Sint-Jozefkapel

## Nabijgelegen kernen
Weisten, Crombach, Maldingen, Grüfflingen